# فريتز شوارتز
فريتز شوارتز (بالإنجليزية: Frederic Schwartz)‏ هو مهندس معماري أمريكي، ولد في 1 أبريل 1951 في جامايكا ‏ في الولايات المتحدة، وتوفي في 28 أبريل 2014 في مانهاتن في الولايات المتحدة.